# 東京情報大学の人物一覧
東京情報大学の人物一覧（とうきょうじょうほうだいがくのじんぶついちらん）は、東京情報大学に関係する人物の一覧記事。

## 著名な教職員
- 石塚省二 - 東京情報大学文化学科教授並びに東京情報大学、大学院経営情報情報学研究科博士課程、社会情報系列主任指導教授。他に日本大学大学院総合社会情報研究科博士課程兼任教授(社会思想史特講･同特殊研究担当)、アメリカ合衆国アリゾナ州立大学大学院博士課程客員審査教授、ハンガリー科学アカデミィ･ルカーチ･アルヒーフ客員研究等。
- ケビン・ショート -環境情報学科教授。文化人類学者。

## 著名な出身者
- 峯田和伸 - シンガーソングライター、俳優（銀杏BOYZ）
- 井筒昭雄 - 作曲家
- 金森正晃 - 映画監督
- 黒石迩守 - SF作家
- 近藤浩徳 - 声優
- 西村弥 - 元プロ野球選手
- 伊志嶺忠 - 元プロ野球選手
- 萩原達也 - 元プロ野球審判員
- 有吉優樹 - 元プロ野球選手
- 小林慶祐 - プロ野球選手（オイシックス新潟アルビレックスBC ）
- 齊藤伸治 - プロ野球選手（高知ファイティングドッグス）
- 又木鉄平 - プロ野球選手（読売ジャイアンツ）
- 五十嵐貴之 - コンピューター関連書籍著者